# Jesús y el joven rico

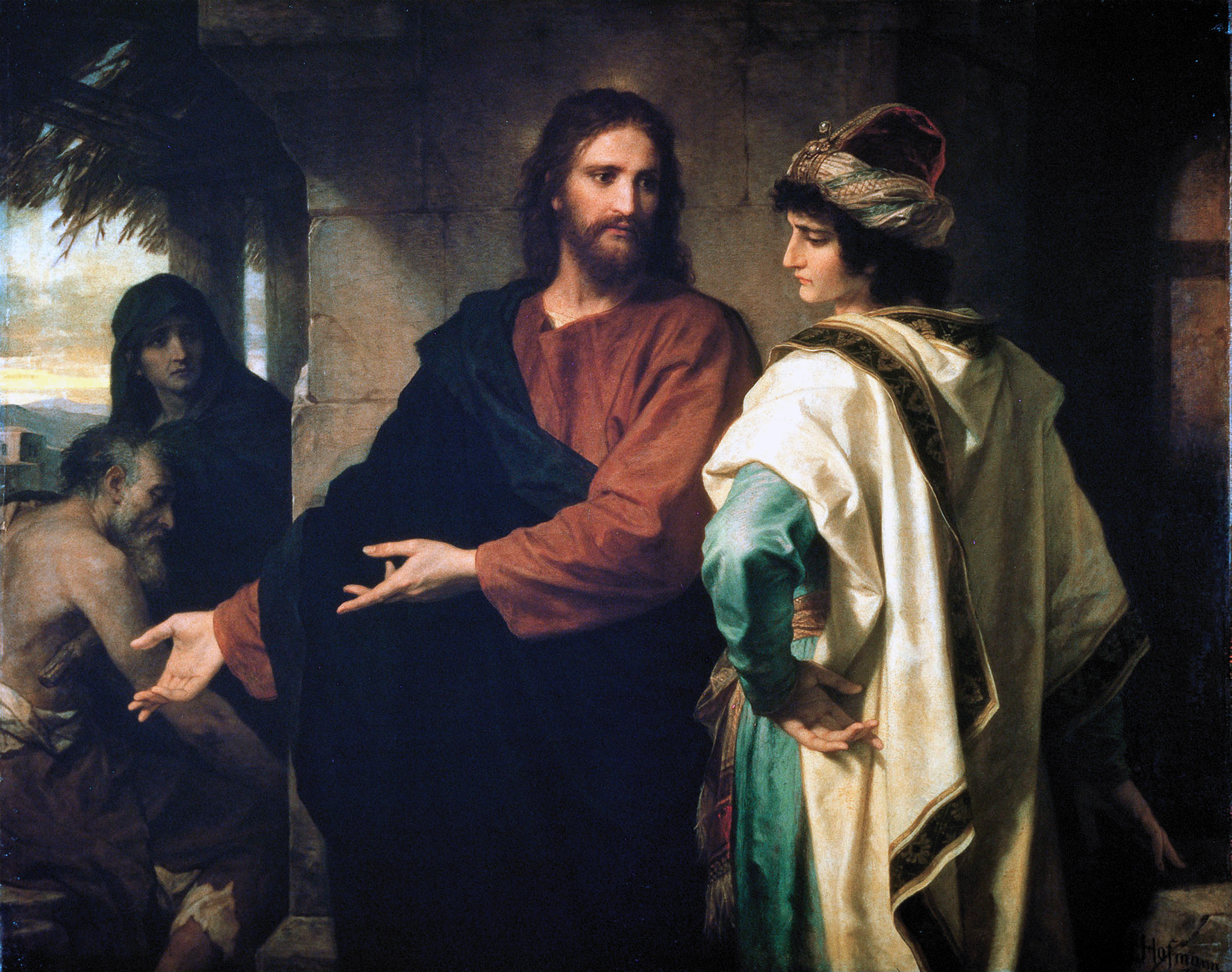
Cristo y el joven rico. Obra de Heinrich Hoffman. Iglesia de Riverside, Nueva York.1889.

Jesús y el joven rico es un episodio de su vida pública narrado en los tres Evangelios sinópticos. Se cuenta en el Evangelio de Mateo,en  el Evangelio de Marcos y en el Evangelio de Lucas. Concierne a los consejos evangélicos de pobreza, de castidad y de obediencia.

## En Mateo y Lucas
En el evangelio de  Mateo, un joven rico plantea la cuestión a Jesús de saber cómo alcanzar la vida eterna. Jesús le recuerda el decálogo y cuando su interlocutor responde que lo ha observado desde su juventud, Jesús le dice :
Si quieres ser perfecto, ve, vende lo que tienes, y dáselo a los pobres, y tendrás un tesoro en el cielo; ¡después ven, y sígueme.!
El evangelio de Lucas contiene un episodio similar y el juicio siguiente:
Entonces él, oídas estas cosas, se puso muy triste, porque era muy rico. Y viendo Jesús que se había entristecido mucho, dijo: ¡Cuán dificultosamente entrarán en el reino de Dios los que tienen riquezas!. Porque más fácil es que entre un camello por el ojo de una aguja, que un rico entre en el reino de Dios.

## En Marcos
Marcos informa entonces las palabras de Jesús a partir de este incidente que, como en los demás evangelistas, extrae una ley general de esto:
Qué difícil es que los que tienen riquezas entren en el Reino de Dios.
Camille Focant constata que estas palabras en Marcos, sumergen a los discípulos en el miedo y que no sólo se refiere a los ricos, es la dificultad de entrar en el Reino de los Cielos lo que se señala, lo cual concierne a todo el mundo.
¿Que significan los bienes, "χρήματα", de los que habla Marcos? Se trata no sólo de las riquezas, sino de todas las cosas útiles, a pesar de su utilidad. Cuanto más se tienen estas cosas, menos fácil es entrar en el Reino de Dios. Incluso "para el que tiene poco, sólo es posible gracias a Dios",, ya que se puede decir, según el exégeta, que el hecho de seguir a Jésus y el desinterés que resulta de ello podría convertirse en posesiones, en el sentido de "χρήματα". El especialista de Marcos añade que desde Marcos 8:34-38, el lector atento de Marcos sabe que el hombre no tiene nada que ofrecer a cambio de su vida y que querer salvarla es la mejor manera de perderla.